# Avril 2003

## Mercredi2 avril 2003
- Le secrétaire d'État américain Colin Powell obtient du Premier ministre turc Recep Tayyip Erdoğan, l'assistance logistique de la Turquie pour le ravitaillement des forces américaines dans le Nord de l'Irak.

## Jeudi3 avril 2003
- En France :
  - Journée nationale de « défense des retraites » : grèves dans la fonction publique, plusieurs centaines  de milliers de personnes manifestent dans la rue.
  - L’article de la loi réformant le mode des élections régionales et instaurant un seuil de 10 % des inscrits pour pouvoir se maintenir au second tour, est censuré par le Conseil constitutionnel.

## Vendredi4 avril 2003
- En Irak :
  - Les soldats américains de la 3e division d'infanterie prennent le contrôle de l'aéroport international Saddam à vingt kilomètres de Bagdad.
  - Un nouvel attentat-suicide à la voiture piégée, perpétré par deux irakiens, cause la mort de 3 militaires américains.

## Samedi5 avril 2003
- Au sud de l'Irak, les soldats américains s'emparent de la ville de Nadjaf.
- Le massacre à la prison d'El Porvenir au Honduras a fait entre 68 et 86 morts et 39 blessés.

## Dimanche6 avril 2003
- En Irak :
  - Le convoi de l'ambassadeur de Russie est pris sous les tirs croisés des américains et de irakiens, alors qu'il quittait Bagdad pour se réfugier en Syrie : trois blessés.
  - Après 48 heures de combats, les soldats américains s'emparent de la ville de Kerbala.
- Formule 1 : Grand Prix du Brésil. Giancarlo Fisichella remporte la première victoire de sa carrière, au volant d'une Jordan.

## Lundi7 avril 2003
- En France, le groupe GIAT industries, spécialiste de la défense, annonce qu'il va supprimer 3 750 emplois et fermer ses sites de Saint-Chamond et de Cusset.
- Arrivés aux portes de Bagdad en Irak, les soldats américains s'emparent de trois des palais présidentiels, dont le principal palais de la République.

## Mardi8 avril 2003
- En Irak :
  - À Bagdad, un tir d'obus d'un tank américain, tiré contre la façade de l'hôtel Palestine, tue deux journalistes.
  - Un bombardement ciblé américain contre les bureaux de la chaîne Al Jazeera tue le reporter Tareq Ayyoub. Un évènement similaire avait déjà eu lieu contre l'agence de Kaboul, durant l'intervention militaire américaine en Afghanistan.
- Le mouvement Al-Qaïda, par la voix de Ben Laden, appelle tous les musulmans « à venger les enfants irakiens innocents ».

## Mercredi9 avril 2003
- En France, le gouvernement adopte le projet de loi contre la grande criminalité, présenté par le ministre Dominique Perben.
- Le Parlement européen vote l'adhésion de dix nouveaux membres à l'Union européenne : Estonie, Lettonie, Lituanie, Pologne, République tchèque, Slovaquie, Hongrie, Slovénie, Chypre, Malte. Tous entrent dans l'Union en 2004.
- En Irak, le régime de Saddam Hussein tombe après 24 ans de dictature :
  - Les soldats américains prennent entièrement le contrôle de Bagdad.
  - La grande statue de Saddam Hussein trônant sur la place Al-Firdaous est abattue par une foule en délire. L'événement bénéficie d'une médiatisation extrême compte tenu de la portée symbolique de l'acte.
  - Les Américains rendent public et distribuent un jeu de 52 cartes à l'effigie des personnalités du régime déchu, en précisant qu'ils pouvaient être « pourchassés, tués ou capturés ».
  - Le président du Conseil national irakien, Ahmed Chalabi, arrive à Nassiriya.

## Jeudi10 avril 2003
- En Europe :
  - Les compagnies Air France et British Airways annoncent l'arrêt définitif de l'exploitation de l'avion supersonique Concorde, dès le 31 mai pour Air France et le 31 octobre pour British Airways.
  - Le Tribunal de Luxembourg confirme la déchéance, prononcée le 22 avril 2000 par le Parlement européen, à l'encontre du mandat de député européen de Jean-Marie Le Pen.
- En Irak :
  - Des bandes de pillards mettent à sac les villas de ex-dignitaires du régime de Saddam Hussein, ainsi que le Musée national d'Irak et les ambassades de France et d'Allemagne.
  - Dans le Nord-Irak, une coalition de forces américaines et kurdes prennent la ville de Kirkouk, et dans la nuit, la ville de Mossoul. De violents combats éclatent aussitôt entre Kurdes et Arabes.

## Samedi12 avril 2003
- En Hongrie, référendum hongrois sur l'adhésion à l'Union européenne : 84 % de oui, mais 55 % d'abstention.
- En Irak, deux hauts responsables scientifiques irakiens, Amer Al-Saadi et Jaffar Al-Jaffar, se rendent aux forces américaines.

## Dimanche13 avril 2003
- En France, première élection des représentants au nouveau Conseil français du culte musulman avec un taux de participation de 87 %.

## Lundi14 avril 2003
- Trois truands, figures du grand banditisme, Franck Perletto, Éric Alboreo et Michel Valero, réussissent une spectaculaire évasion par hélicoptère de la maison d'arrêt de Luynes dans les Bouches-du-Rhône.
- Aux États-Unis :
- La société de téléphonie WorldCom a remis son plan de réorganisation au tribunal des faillites. La société a choisi de changer de nom pour adopter celui de MCI, marquant ainsi un tournant dans son histoire et symbolisant également tous les changements devant intervenir dans sa politique et dans sa gestion.
- Le gouvernement américain qualifie la Syrie de « nation agressive » après l'avoir accusé de faciliter la fuite des dirigeants irakiens et de posséder elle-même des armes de destruction massive.
- En Irak :
  - Tikrit, fief de Saddam Hussein, est la dernière ville à tomber aux mains des forces américaines.
  - À Bagdad, les forces américaines mettent la main sur le Palestinien Abou Abbas, cerveau du détournement du paquebot italien Achille Lauro. Il avait obtenu en 1999 l'immunité de la Cour suprême israélienne.
- Au Québec, le Parti libéral du Québec de Jean Charest remporte l'élection générale avec 76 circonscriptions et 45 % du vote. Le Parti québécois a obtenu 45 circonscriptions et 33 % du vote et l'Action démocratique du Québec, 4 circonscriptions et 18 % du vote.

## Mardi15 avril 2003
- Aux Pays-Bas, l'assassin du leader populiste et nationaliste Pim Fortuyn est condamné à 18 ans de prison.

## Mercredi16 avril 2003
- En France, le meurtrier Patrick Henry est incarcéré à la maison d'arrêt de Caen, après son extradition d'Espagne, où il a été arrêté, comme suspect dans une histoire de trafic de drogue.
- Union européenne : signature lors du sommet des Quinze, à Athènes, du traité d'adhésion des dix nouveaux membres.
- Sport : dernier match de la Super star du Basketball Américain Michael Jordan, dans un match entre les Wizards de Washington et les 76ers de Philadelphie. Il a alors 40 ans.

## Jeudi17 avril 2003
- En Irak, le plus important des contrats de BTP, prévus dans le cadre de la reconstruction du pays, a été dévolu au groupe américain Bechtel.

## Vendredi18 avril 2003
- En Irak :
  - Arrestation de l'ancien vice-premier ministre et ministre des Finances Hekmat Ibrahim Al-Azzaoui.
  - Des images de Saddam Hussein prenant un bain de foule, et qui auraient été filmées le 9 avril, jour de l'arrivée des soldats américains dans Bagdad, sont diffusées par la télévision d'Abou Dabi.

## Samedi19 avril 2003
- En France, au Bourget, lors du congrès de l'Union des Organisations Islamistes de France, le ministre de l'intérieur, est hué par les participants, lorsqu'il déclare à la tribune que la loi française oblige les femmes à figurer tête nue sur leurs papiers d'identité.
- À Turin en Italie, le premier ministre Silvio Berlusconi prend à son compte le dossier des retraites de l'Union européenne. Devant une assemblée de chefs d'entreprise, il déclare : « Il faut une réforme des retraites ayant la force du pacte de Maastricht pour la monnaie unique [...] un grand accord européen qui puisse jouer le même rôle de stimulateur que le pacte de stabilité et de croissance a eu pour l'assainissement des finances publiques. Ce sera mon objectif » pour la présidence italienne qui commence le 1er juillet.

## Dimanche20 avril 2003
- En Chine, à la suite de l'explosion du nombre de cas de « pneumopathie atypique », le maire de Pékin, Meng Xueong et le ministre de la Santé, Zhang Wenkang, sont limogés.
- Formule 1 : Grand Prix automobile de Saint-Marin

## Lundi21 avril 2003
- En Irak, l'américain Jay Garner, général à la retraite, est nommé administrateur civil provisoire.

## Mardi22 avril 2003
- En Irak, dans la ville de Kerbala, des centaines de milliers de musulmans chiites se rassemblent à l'occasion du pèlerinage annuel sur le tombeau de l'imam Hussein, petit-fils de leur prophète Mahomet. Les pèlerins manifestent au cri de « Non à un gouvernement américain, non à Chalabi ».

## Mercredi23 avril 2003
- En Palestine, compromis trouvé entre Yasser Arafat et Mahmoud Abbas sur la composition du nouveau gouvernement de l'Autorité palestinienne, condition de l'ouverture de la « feuille de route » vers la création d'un « État palestinien indépendant, démocratique et viable ».

## Jeudi24 avril 2003
- En France, le ministre des Affaires sociales François Fillon annonce le nouveau plan de réforme des retraites des fonctionnaires. Ceux-ci devront s'aligner sur le privé à partir de 2008, avec 40 années de cotisation (41 ans en 2020).
  - Les syndicats de fonctionnaires annoncent des manifestations et des grèves pour le 13 mai.
- En Irak, l'ancien vice -premier ministre, le chrétien Tarek Aziz se rend aux américains.

## Vendredi25 avril 2003
- Les Français vont devoir travailler plus longtemps s'ils veulent avoir une retraite complète. C'est le message que le ministre François Fillon développe sur France 2.

## Samedi26 avril 2003
- Lancement d'une capsule Soyouz avec, à son bord, deux cosmonautes dont la mission est d'aller remplacer l'équipage de la station spatiale internationale.

## Dimanche27 avril 2003
- En Argentine, ballottage pour le deuxième tour de l'élection présidentielle entre l'ancien président Carlos Menem avec 24,14 % des voix, et Néstor Kirchner avec 22,04 % des voix, tous deux candidats péronistes. Au premier tour s'étaient présentés 19 candidats, mais le président sortant Eduardo Duhalde avait appuyé la candidature de Néstor Kichner.

## Lundi28 avril 2003
- En Irak, l'administrateur civil provisoire Jay Garner réunit dans la perspective de la constitution d'un gouvernement intérimaire, quelque trois cents opposants au régime déchu.

## Mardi29 avril 2003
- En France, le gouvernement annonce l’instauration de la PAJE (Prestation d'accueil du jeune enfant), qui sera quasi universelle à partir de 2004.
- En Italie, un tribunal de Milan a condamné Cesare Previti, l'avocat de Silvio Berlusconi, à onze années d'emprisonnement pour corruption de magistrats. Le premier ministre a dénoncé « la politisation d'une partie de la magistrature [qui] est un problème qu'il faudra régler ».
- En Palestine, le Parlement palestinien investit Abou Mazen comme Premier ministre de l'Autorité palestinienne.

## Mercredi30 avril 2003
- En France, le ministre de l'Intérieur Nicolas Sarkozy présente son nouveau projet de lutte contre l'immigration clandestine et son projet de référendum en Corse.
- En Irak, le quotidien londonien en langue arabe Al Quds Al-Arabi publie une lettre manuscrite datée du 28 mars et attribuée à Saddam Hussein, dans laquelle il exhorte les Irakiens à « se soulever contre l'occupation ».
- The road map. Feuille de route sur un règlement du conflit israélo-palestinien[1].

## Naissances
- 2 avril : 
  - Stav Lemkin, footballeur israélien
  - Telasco Segovia, footballeur vénézuélien
- 4 avril :
  - Harvey Elliott, footballeur anglais
- 7 avril : Daniel Karlsbakk, footballeur norvégien
- 10 avril : Hákon Arnar Haraldsson, footballeur islandais
- 15 avril : Matías Soulé, footballeur argentin
- 17 avril : Alex Robertson, footballeur australien
- 19 avril : Rareș Ilie, footballeur roumain
- 20 avril : 
  - Johan Bakayoko, footballeur belge
  - Tio Cipot, footballeur slovène
- 21 avril :
  - Carla Georges, chanteuse française
- 24 avril : Nikola Stanković, footballeur serbe
- 25 avril : Arnau Martínez, footballeur espagnol
- 28 avril : Daniel Edelman, footballeur américain
- 29 avril : Holger Rune, joueur de tennis danois
- 30 avril : 
  - Emily Carey, actrice britannique
  - Jung Yun-seok, acteur sud-coréen
  - Kuryu Matsuki, footballeur japonais
  - Jonathan Rowe, footballeur anglais

## Décès
- 1er avril : Leslie Cheung, acteur et chanteur chinois de Hong Kong (° 9 décembre 1956).
- 2 avril : Michael Wayne, producteur de cinéma américain, occasionnellement acteur (° 23 novembre 1934).
- 2 avril : Edwin Starr, chanteur et compositeur de musique soul américain de la Motown (° 21 janvier 1942).
- 6 avril : Gerald Emmett Carter, cardinal canadien, archevêque de Toronto (° 1er mars 1912).
- 8 avril : Bing Russell, acteur et scénariste américain (° 5 mai 1926).
- 12 avril : Sydney Lassick, acteur.
- 17 avril : Jean-Pierre Dogliani, footballeur puis entraîneur français (° 17 octobre 1942).
- 18 avril :
  - Jean Drucker, dirigeant de télévision français, PDG de M6 - Métropole Télévision (1998, France) (° 12 août 1941).
  - Diego Ronchini, coureur cycliste italien (° 9 décembre 1935).
- 19 avril : 
  - Daijiro Kato, pilote de moto japonais (° 4 juillet 1974).
  - Aurelio Sabattani, cardinal italien de la curie romaine (° 18 octobre 1912).
- 21 avril : Nina Simone, pianiste américaine, chanteuse, compositrice et militante pour les droits civiques aux États-Unis (° 21 février 1933).
- 26 avril : Peter Stone, scénariste.
- 27 avril : Elaine Steinbeck, actrice.